# Marcel Avram
Marcel Avram (* 1. März 1938 in Bukarest, Rumänien) ist ein deutscher Konzert- und Tourneeveranstalter. 

## Leben
Avrams Vater war Grieche, seine Mutter war Rumänin jüdischen Glaubens. Da die Familie vertrieben worden war, flüchtete sie 1948 nach Israel. Im Jahr 1952 folgte der Umzug nach Frankfurt am Main.
1970 gründete Avram mit Marek Lieberberg die Agentur „Mama Concerts“. 1986 trennten sich die beiden Veranstalter im Streit.
Im Januar 1989 fusionierte Mama Concerts mit der Konzertagentur „Lippmann & Rau“, aus der die „Mama Concerts und Rau“ wurde. Die Agentur setzte Tourneen von Musikern wie Michael Jackson, Tina Turner, Frank Sinatra und Prince um. Avram war weltweiter Agent, Produzent und Veranstalter von Michael Jacksons Welttourneen in den Jahren 1982, 1984, 1985, 1987 und 1993. Diese Tourneen führte er in Europa, Asien, Australien und Südamerika durch. Er produzierte auch die Tourneen für Rod Stewart in den USA und Kanada, Japan und ganz Europa, mit über 500 Konzerten.
1991 wurde Marcel Avram mit dem Bundesverdienstkreuz am Bande ausgezeichnet. Wegen Unregelmäßigkeiten bei Steuerabrechnungen wurde er 1997 verhaftet und später zu 3,5 Jahren Haft verurteilt. Nach einem Jahr wurde er auf Bewährung entlassen. Später gab er sein Bundesverdienstkreuz zurück, weil er sich von der Justiz ungerecht behandelt fühlte.
Im Sommer 1999 zog Avram zunächst wieder nach Israel. Nachdem Rau und Avram ihre gemeinsame Agentur aufgelöst hatten, ließ sich Avram in der Schweiz nieder. Dort gründete er das Unternehmen Entertainment One und später Concerts West AG. Avram sitzt im Aufsichtsrat des Münchener Konzert- und Tourneeveranstalters United Promoters AG.

## Auszeichnungen
2006 wurde Avram beim Live Entertainment Award mit dem Preis für sein Lebenswerk geehrt. Die Laudatio hielt Fritz Rau.
2015 wurde Avram für seine Leistungen in der Musikbranche auf der internationalen Musikmesse ILMC mit dem The Bottle Award (Ehren–Arthur-Award) ausgezeichnet.

## Privates
Aus der 2001 geschiedenen Ehe mit Miriam Rappaport gingen zwei Töchter hervor. Er ist in zweiter Ehe mit Sabine Hirsch verheiratet.